# Oxypsila abdominalis
Oxypsila abdominalis ist eine Fliege aus der Familie der Nacktfliegen (Psilidae).

## Merkmale
Die Fliegen erreichen eine Körperlänge von 7,0 bis 8,0 Millimetern. Ihr Kopf und Thorax ist gelblich gefärbt, das Mesonotum ist rötlich und der Hinterleib ist schwarz. Am Kopf sind keine Postvertikalborsten ausgebildet. Das Schildchen (Scutellum) trägt am Rand zwei kräftige Borsten. Die Schenkel (Femora) der Hinterbeine sind beim Männchen gerade und unverdickt. Das Legerohr der Weibchen ist nicht sklerotisiert und kann eingezogen werden.

## Vorkommen und Lebensweise
Die Tiere kommen in Mitteleuropa vor und besiedeln die Krautschicht feuchter Lebensräume am Rande von Gewässern. Sie leben vor allem im Bergland. 

## Belege